# 시시도정
시시도정(宍戸町)은 이바라키현 니시이바라키군에 일찍이 존재했던 정이다.

## 지리
- 구 도모베정의 중부, 현재 카사마시의 동부에 위치한다.
- 정내에는 히누마강이 흐른다.

## 역사
- 1889년 4월 1일 - 정촌제 시행에 의해 니시이바라키군 시시도정이 성립하였다.
- 1955년 1월 15일 - 오하라촌, 기타카와네촌과 합병해 도모베정이 성립하여, 동일 시시도정은 폐지되었다.

## 인구
| 1891년 | 3,968  |
| 1920년 | 5,336  |
| 1935년 | 6,883  |
| 1950년 | 12,843 |

## 교통

### 철도
- 일본국유철도 (→동일본 여객철도)
  - 조반선
  - 미토선

## 참고문헌
- 友部町史編さん委員会編『友部町史』、友部町、1990年
- 角川日本地名大辞典編纂委員会『가도카와 일본 지명 대사전 8 茨城県』、가도카와 쇼텐、1983年 ISBN 4040010809より